# Holmgang

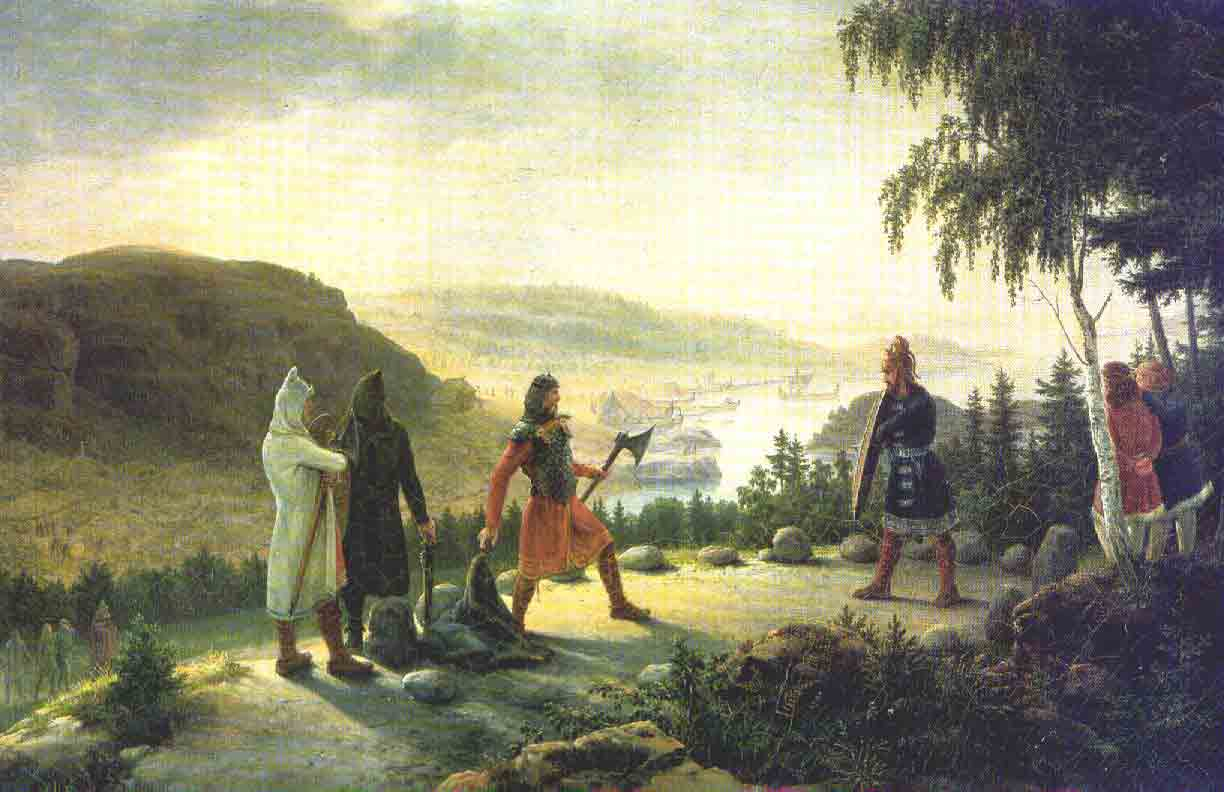
De holmgang tussen Egill Skallagrímsson en Berg-Önundr, geschilderd door Johannes Flintoe.

Een holmgang (Oudnoords: hólmganga) was een tweegevecht in de vroeg-Scandinavische cultuur. Het was een manier waarop twisten tussen twee personen tot een einde gebracht konden worden.
Holmgang kan vertaald worden als "naar een klein eiland gaan", mogelijk omdat de holmgang plaatsvond in een klein afgebakend gebied of op een eilandje, zoals ook in de sage van Egill Skallagrímsson het geval was. In theorie kon iedereen een ander uitdagen voor een tweegevecht indien de ander zijn eer, rechten of eigendom had geschaad, ongeacht de verschillen in sociale rang tussen beide personen.
Holmgangen werden gevochten tussen de drie en zeven dagen na de uitdaging. Indien iemand weigerde op een uitdaging in te gaan, verloor deze zijn eer en kon ook vogelvrij verklaard worden. Soms werd de uitgedaagde vervangen door een vriend die zich vrijwillig in diens plaats stelde, bijvoorbeeld omdat de uitgedaagde duidelijk geen partij was voor de uitdager. Als de uitgedaagde de strijd verloor, moest hij vaak overgaan tot het betalen van het weergeld of andere schadevergoeding. Als de uitdager de strijd verloor, dan verloor hij zijn recht op deze vergoeding.
In 1014 werd Holmgang bij wet verboden in Noorwegen.